# سان تیرسو د آبرس
سان تیرسو د آبرس دهستانی در استان آستوریاس اسپانیا است.
در این دهستان ۶۲۸ نفر زندگی می‌کنند. مساحت این دهستان ۳۱٫۴۱ کیلومتر مربع است.